# Леонов, Леонид Васильевич
Леонид Васильевич Леонов (1910—1964) — главный конструктор радиолокационных станций обнаружения сантиметрового диапазона.

## Биография
Родился 19.03.1910 в Курской губернии.
Окончил Ленинградский индустриальный институт (1934).
С 1932 г. лаборант, с 1934 инженер в Остехбюро (Ленинград), затем в созданном на его основе НИИ-20 (с 1941 г. в Москве). В 1941—1964 начальник лаборатории радиоприёмных устройств.
В довоенный период участвовал в создании РЛС РУС-2, после войны — главный конструктор РЛС «Перископ», «Памир». Заместитель главного конструктора первых советских радиолокаторов дальнего обнаружения (СДО) — «Редут», «Пегматит», главный конструктор системы дальнего обнаружения («А-100») для противосамолетной системы С-25. Разработчик радиопередающих устройств метрового диапазона, в том числе РЛС «Редут», «Гнейс» и «Гюйс».
Умер в 1964 г. в Москве.

## Награды и звания
Сталинская премия 1943 года (2-й степени). Награждён орденом Красной Звезды, медалями «За оборону Москвы», «За трудовую доблесть» (1952).